# Valkenhorst
Valkenhorst is een landgoed in de gemeente Heeze-Leende dat beheerd wordt door het Brabants Landschap. Het is een van de landgoederen die tezamen een wigvormig natuurgebied vormen van 798 ha, dat ligt in de gemeenten Valkenswaard en Heeze-Leende. Het wordt begrensd door de autosnelweg A2 en de N396, de provinciale weg tussen Valkenswaard en Leende. De 'eigenlijke' Valkenhorst was tot voor kort eigendom van de familie Loudon.
Vlak bij de noordpunt van dit gebied ligt de veelbezochte uitspanning "de Hut van Mie Pils", eigenlijk de Aalsterhut, een oude herberg aan een postkoetsroute. Ten oosten ligt de Groote Heide en ten zuiden ligt Boswachterij het Leenderbos, beide uitgestrekte natuurgebieden met overwegend naaldbos en heide. In het westen stroomt de Tongelreep. Verder ten westen zijn een golfterrein, particuliere bossen en een landbouwontginning van de buurtschap Achtereind die bij Aalst hoort.

## Heezerhoeve
Heezerhoeve is een boscomplex gelegen aan de A2 en aan een aantrekkelijke bosrijke fietsroute tussen Eindhoven en Leende. In het bos liggen enkele kleinere vennetjes met zonnedauw en veenpluis.

## Valkenswaardse Visvijvers
Indrukwekkend en merkwaardig zijn de enorme visvijvers, die sinds 1900 in het dal van de Tongelreep zijn uitgegraven. Zij zijn een initiatief van de baron van Tuyll van Serooskerken van Heeze, later voortgezet door de Heidemij. Ook het uitgestrekte, natuurlijke Greveschutven werd tot visvijver ingericht. De vijvers staan weliswaar met elkaar in verbinding, maar zijn gescheiden door dijkjes. In de jaren voor de Tweede Wereldoorlog werd Karper gekweekt, sedert 1952 werd pootvis gekweekt voor de binnenvisserij. De vijvers werden daartoe bemest, hetgeen veel vogels aantrok, waarvan de Grote zilverreiger wel een der merkwaardigste is. Vanuit dit visvijvercomplex heeft de Hondsvis zich over veel zure wateren in Oostelijk Brabant en de Peel weten te verbreiden. De Organisatie ter Verbetering van de Binnenvisserij (OVB), die verantwoordelijk was voor de kweekactiviteiten, staakte in 2002 haar activiteiten, omdat de vogels te veel vissen kaapten.
Het Brabants Landschap kocht de vijvers aan in 1978 en streeft sindsdien naar een natuurlijker beheer, waarbij de bemesting wordt teruggebracht. Ook werd de Tongelreep over een lengte van 7 km in haar oorspronkelijke staat teruggebracht. Een klein stukje van de gekanaliseerde Tongelreep vormt, tezamen met enkele inrichtingen van de voormalige kwekerij, een cultuurhistorisch monument.

## De Spinsterberg
De Spinsterberg is een hooggelegen en licht heuvelachtig gedeelte van het gebied. Het grenst aan de weg Leende-Valkenswaard, maar is voor toeristen beter te bereiken via de fietsroute Heezerenbosch-Oude Baan-Grevenschutweg (Heeze-Valkenswaard 'binnendoor'). Het gebied behoorde vanouds tot de Valkenhorst en bestaat uit naaldbos, dat deels op stuifzand is aangeplant. Het gebied behoorde ooit tot het aanzienlijke grondgebied van Philips. In de jaren 80 van de 20e eeuw ontdeed Philips zich van veel van zijn bezit, maar nu dreigde er een golfterrein te komen. Hier was protest tegen en de plannen gingen niet door. Uiteindelijk werd het gebied aangekocht door de Stichting Brabants Landschap. Verder zijn er stukken heide die door een plaatselijke vrijwilligersgroep uit Heeze-Leende in 1996 van veel vliegdennen is ontdaan. Daardoor zijn vennen als Eijerven en Brilven weer vrij in de open ruimte komen te liggen en heeft het gebied veel aan landschappelijke aantrekkelijkheid gewonnen. Enkele kleinere vennen zoals Ronde Vlaas en Lange Vlaas liggen nog meer besloten. In deze vennetjes vindt men onder meer de Speerwaterjuffer, een internationaal bedreigde soort. Vanaf 1999 werd een begrazingsproject op 100 ha gestart met Schotse hooglanders.
Het overgrote deel van het gebied is vrij toegankelijk. Er zijn dan ook diverse wandel- en fietsroutes uitgezet.